# Římskokatolická farnost Tatobity
Římskokatolická farnost Tatobity (lat. Tatobita) je církevní správní jednotka sdružující římské katolíky na území obce Tatobity a v jejím okolí. Organizačně spadá do turnovského vikariátu, který je jedním z 10 vikariátů litoměřické diecéze.

## Historie farnosti
Matriky jsou v místě vedeny od roku 1784. Od roku 1789 zde byla lokálie. Farnost byla kanonicky zřízena od roku 1858.

### Duchovní správcové vedoucí farnost
Začátek působnosti jmenovaného v duchovní správě farnosti od:
- 1926 Augustin Method Šumbera, farář
- 1940 Stanislav Rozkopal, n. 17. 9. 1913, † 7. 5. 1982, admin. interc.
- 1942 František Půlpán, n. 5. 10. 1913, † 24. 3. 1982, admin. interc.
- 1944 František Malý, n. 24. 8. 1912, † 17. 2. 1985, admin. interc.
- 1950 Eduard Richta, † 11. 8. 1957, admin. interc.
- 1957 Alfréd Kostka, n. 12. 6. 1910, † 6. 6. 1997, admin. exc. ze Semil
- 1968 Jan Kusý, admin. interc.
- 1977 František Vítek, n. 21. 8. 1923, † 6. 5. 1993, admin. interc.
- 1991 Klement Ruisl (6. 5. 1920 - 8. 9. 2003), farář
- 9. 9. 2003 Jaroslav Gajdošík, admin. exc. ze Semil[3]

## Území farnosti
Do farnosti náleží území obce:
- Kozákov (Kosakow, varianta  Kozakow[4])[p 1]
- Lestkov (Leskau, varianta Leskow[4])[p 1]
- Proseč[2]
- Tatobity (Tatobit[4])[p 1]
- Volavec (Wolawetz[4])[p 1]
- Žlábek (Schlapek[4])[p 1]

## Římskokatolické sakrální stavby na území farnosti
| Fotografie | Stavba              | Místo    | Bohoslužby                      | Zeměpisné souřadnice             | Status       |        |        |
| Kostel | Kostel              | Kostel   | Kostel                          | Kostel                           | Kostel       | Kostel | Kostel |
| --- | ------------------- | -------- | ------------------------------- | -------------------------------- | ------------ | ------ | ------ |
| | Kostel sv. Vavřince | Tatobity | bližší informace o bohoslužbách | 50°34′25″ s. š., 15°15′57″ v. d. | farní kostel |        |        |
| Některé drobné sakrální stavby a pamětihodnosti lze dohledat zde v databázi Drobné sakrální památky Zaniklé sakrální stavby lze dohledat zde v databázi Poškozené a zničené kostely, kaple a synagogy v České republice |                     |          |                                 |                                  |              |        |        |

Ve farnosti se mohou nacházet i další drobné sakrální stavby, místa římskokatolického kultu a pamětihodnosti, které neobsahuje tato tabulka.

## Příslušnost k farnímu obvodu
Z důvodu efektivity duchovní správy byl vytvořen farní obvod (kolatura) farnosti Semily, jehož součástí je i farnost Tatobity, která je tak spravována excurrendo.

## Galerie

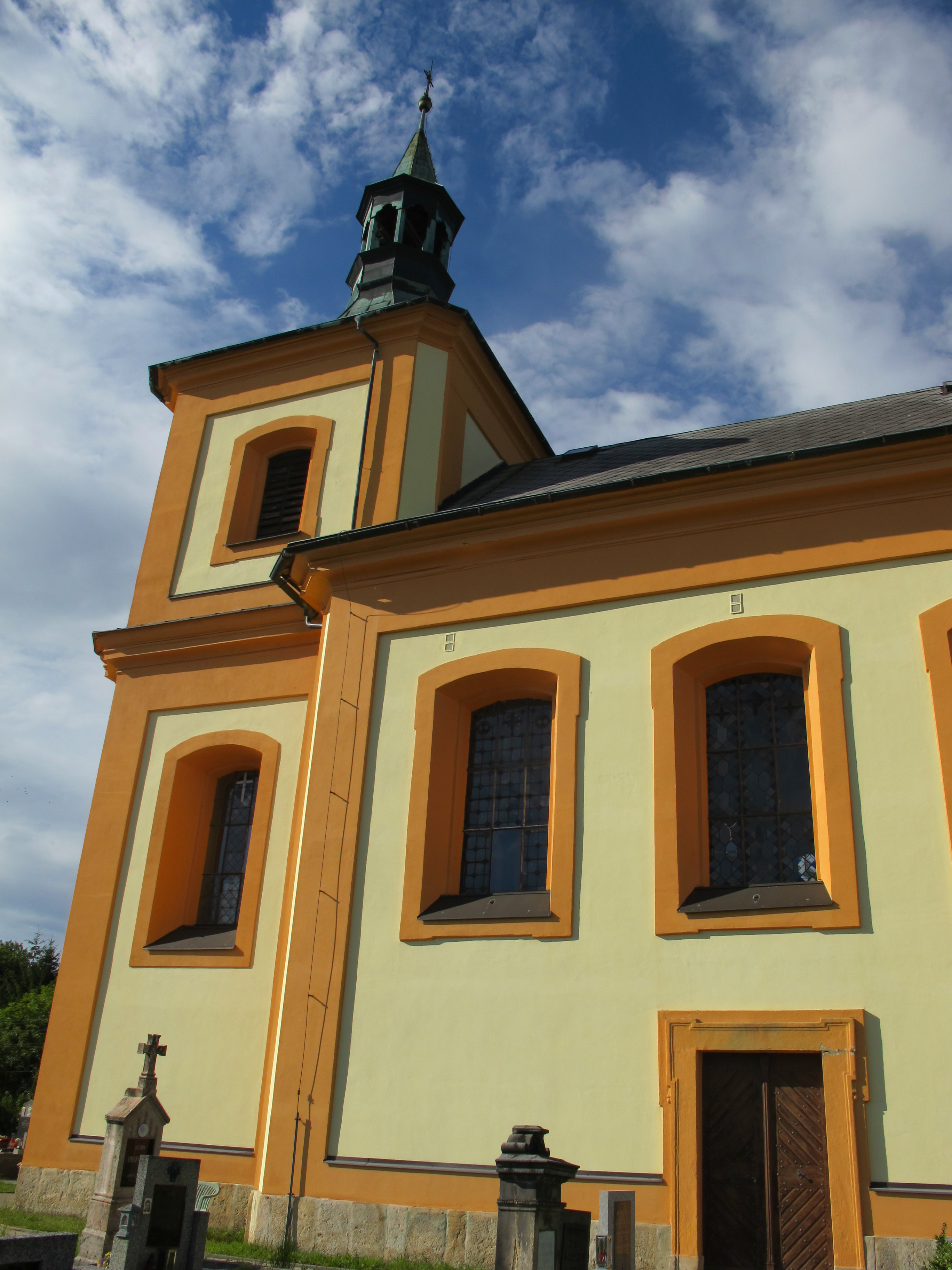
Kostel sv. Vavřince v Tatobitech
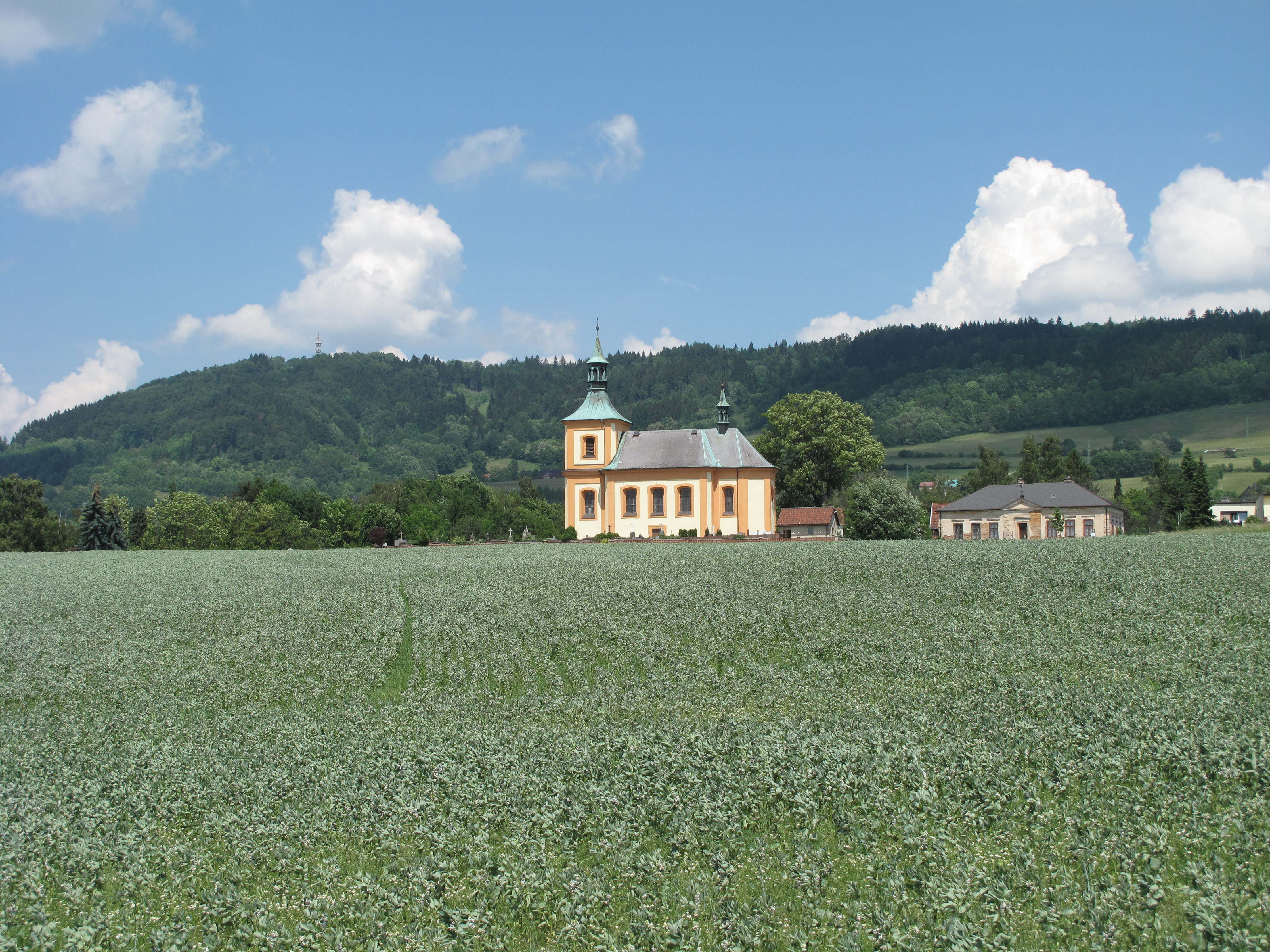
Kostel sv. Vavřince v Tatobitech (pohled od jihu)
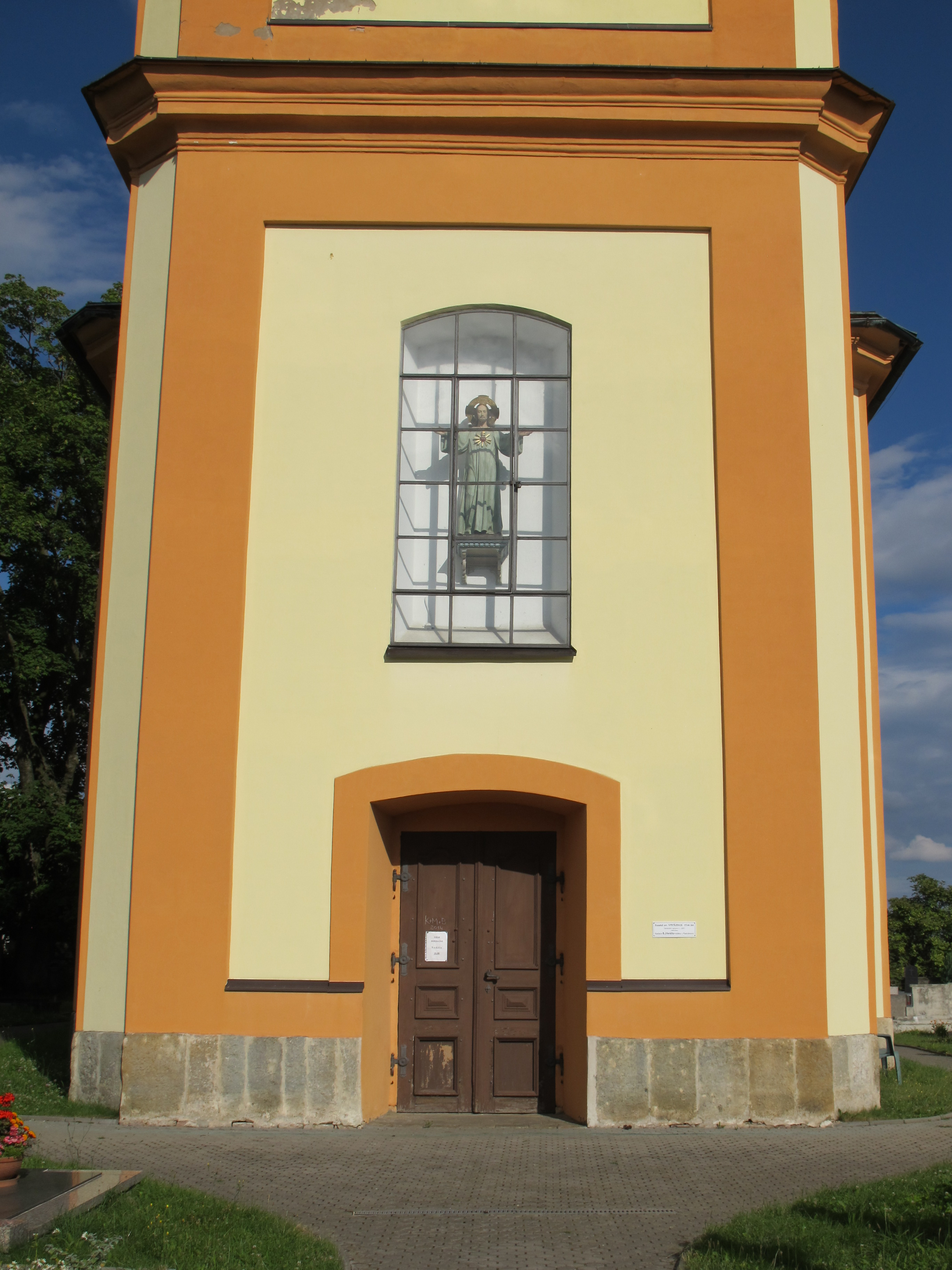
Kostel sv. Vavřince v Tatobitech
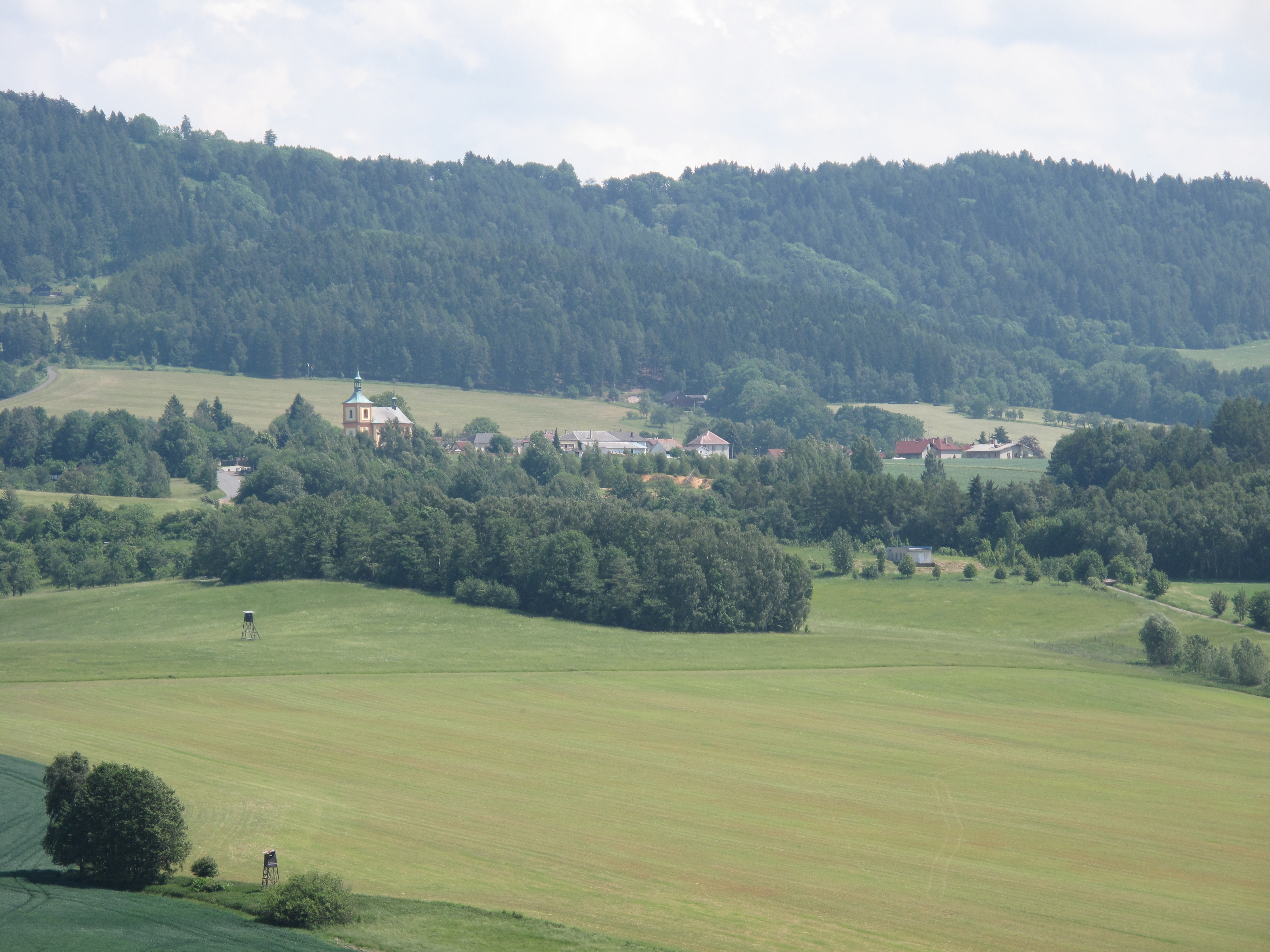
Kostel sv. Vavřince v Tatobitech (pohled od Volavce)
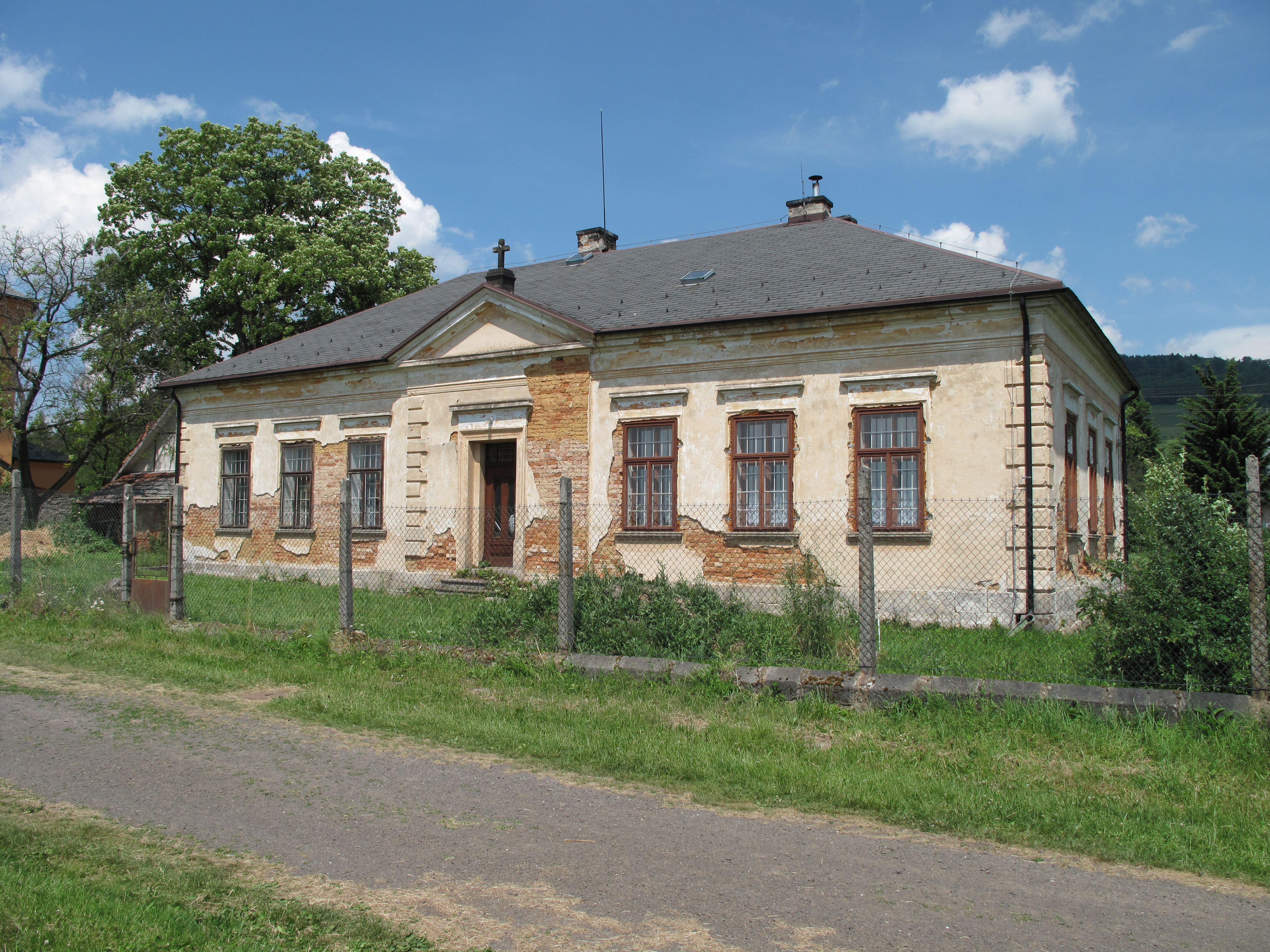
Fara v Tatobitech
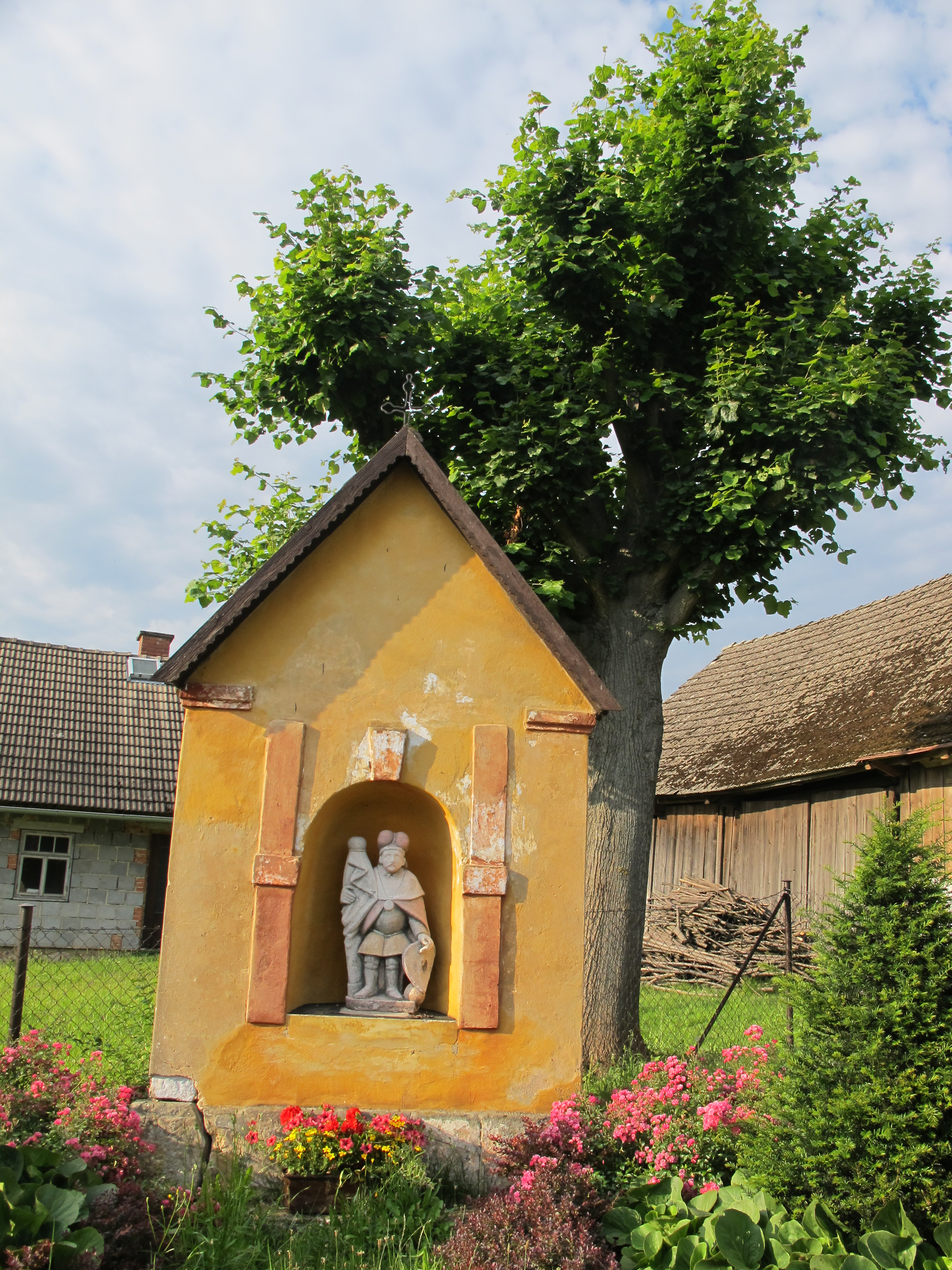
Kaplička sv. Václava v Tatobitech
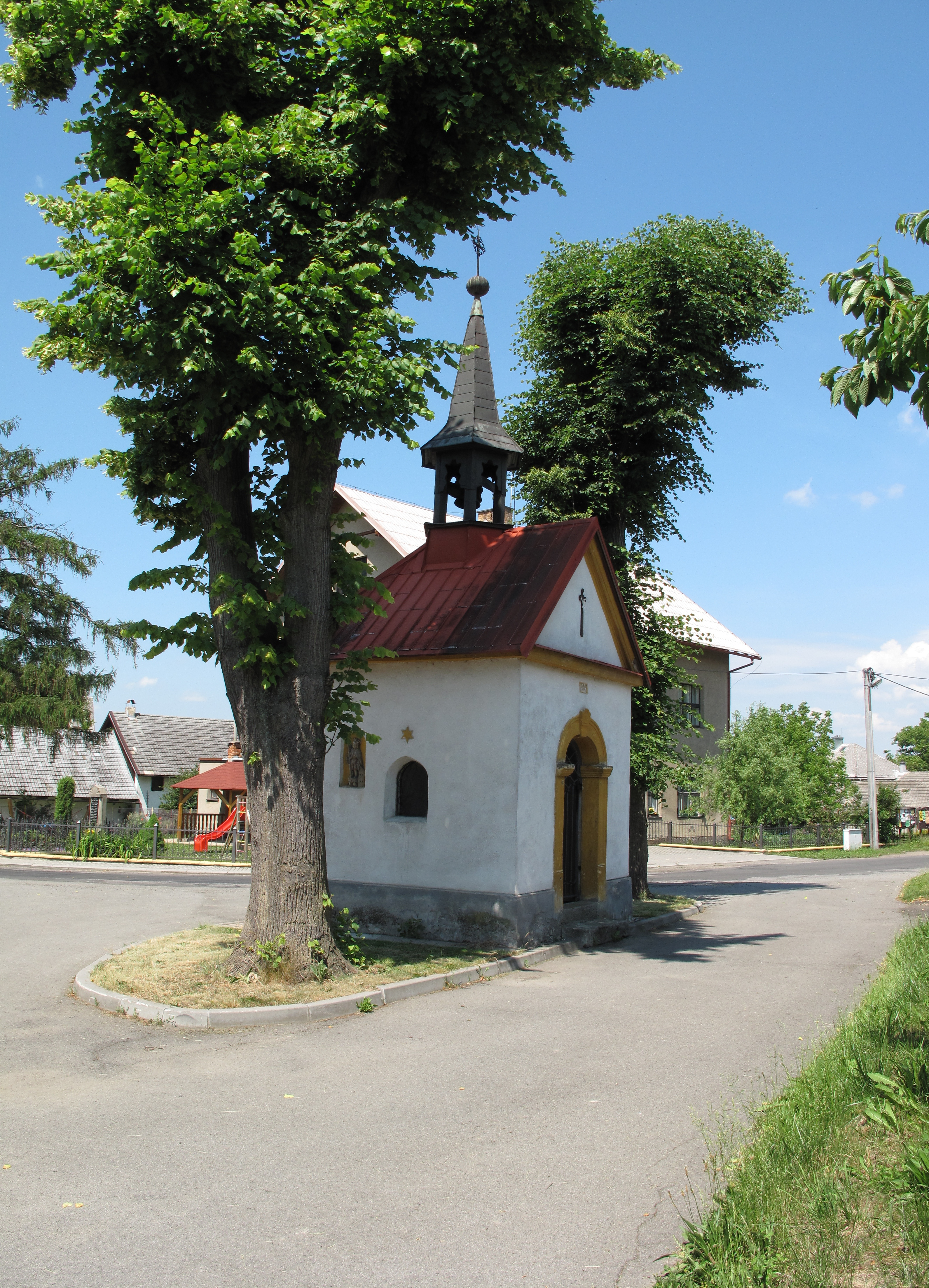
Kaplička v obci Volavec
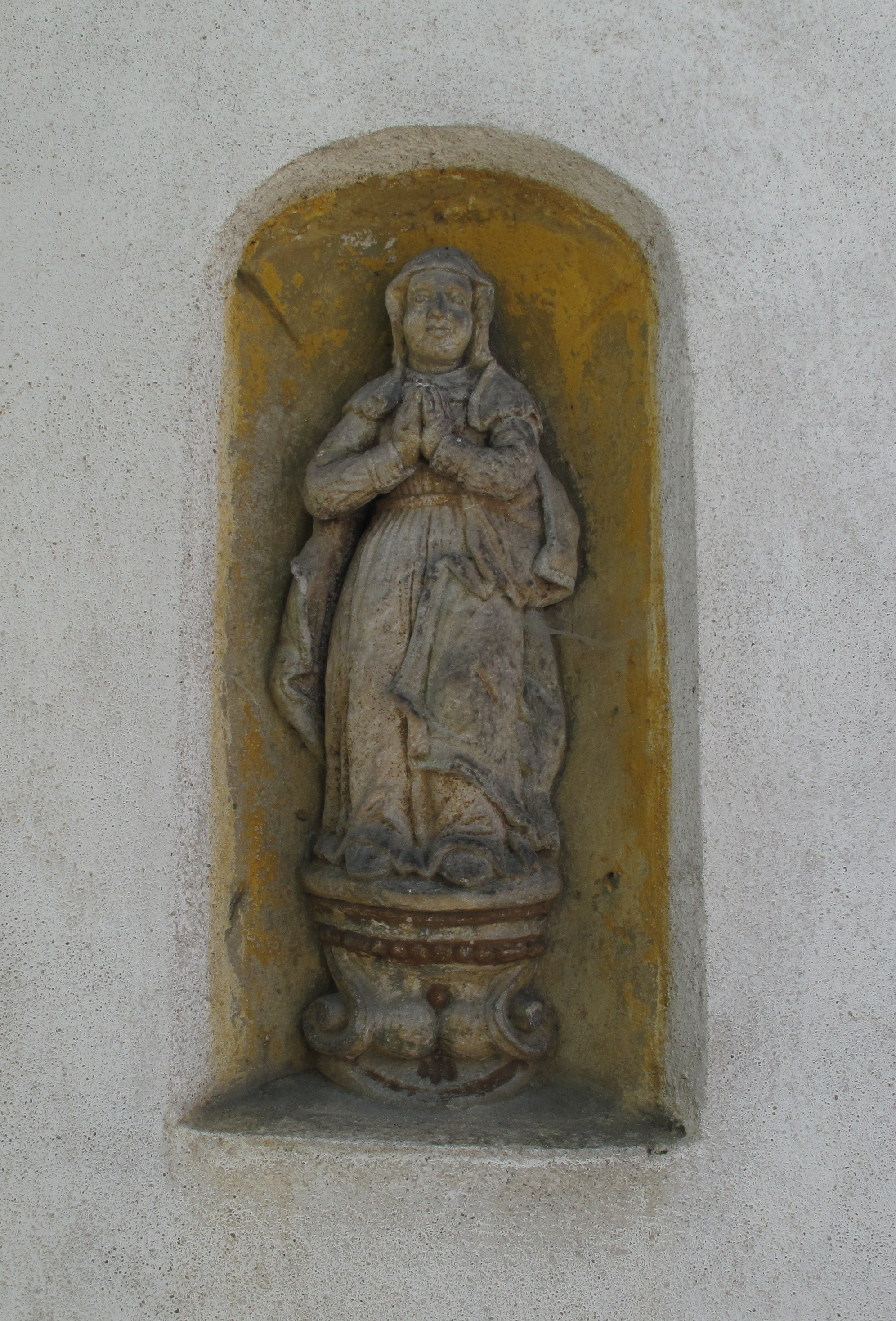
Reliéf světice v kapličce ve Volavci
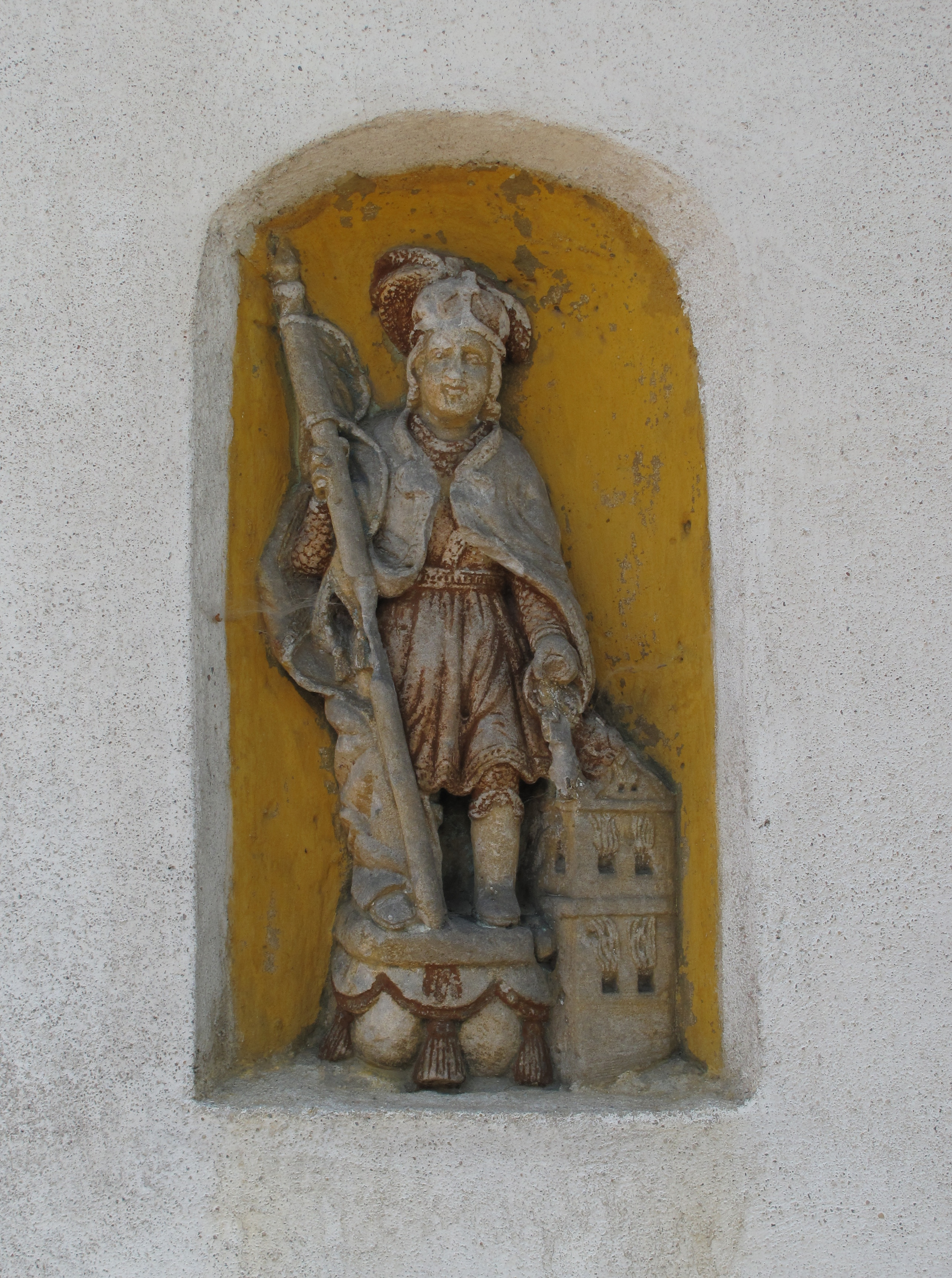
Reliéf sv. Floriána v kapličce ve Volavci